# Fundulus grandis
Fundulus grandis es una especie de pez de la familia de los fundúlidos en el orden de los ciprinodontiformes.

## Morfología
Los machos pueden llegar a los 18 cm de longitud total.

## Distribución geográfica
Se encuentran desde el nordeste de Florida y el norte del Golfo de México hasta Cuba.